# Still Life (videogioco)
Still Life è un videogioco del genere avventura grafica sviluppato da Microïds per Microsoft Windows e Xbox. Seguito di Post Mortem, la protagonista è Victoria McPherson, detective dell'FBI e nipote di Gustave McPherson. I due personaggi sono alla ricerca di un feroce serial killer.
Nel 2009 il gioco ha ricevuto un seguito dal titolo Still Life 2 che conclude la trilogia. Nel 2013 il videogioco è stato convertito per macOS in seguito alla distribuzione su GOG.com.

## Trama
Il gioco comincia a Chicago con un efferato delitto, l'ennesimo di un serial killer sul quale Victoria indaga. Dopo aver raccolto alcune prove dal luogo del delitto, Vic si reca a casa del padre per le festività natalizie. Nella soffitta di casa trova le memorie del nonno, che era stato un investigatore privato. Tra i vecchi casi trova quello di Praga, dove Gustave McPherson nel 1929 era stato assoldato da alcune prostitute per trovare un assassino che aveva ucciso e mutilato diverse loro colleghe. Victoria inizia a leggere per curiosità e per staccare dal lavoro, ma man mano che le investigazioni dei due protagonisti vanno avanti, i punti di contatto tra le due storie aumentano.

## Sviluppo
L'arte e il tema della natura morta (in inglese still life) seguono tutto il corso della vicenda. Sono presenti diciassette dipinti, attribuiti all'artista (fittizio) Mark Ackerman, personaggio incontrato a Praga da Gustave McPherson. I soggetti delle opere sono profondamente legati alla storia e ai suoi protagonisti.

### Still Life: Prelude
Durante il lancio del gioco, sul sito ufficiale di Still Life era possibile giocare gratuitamente ad un prequel, Still Life: Prelude, nel quale si impersonava sempre Victoria McPherson. Lo scopo di questo lavoro era quello di far provare qualcosa di simile a Still Life prima di acquistarlo e di far conoscere i suoi personaggi.